# Taiwan Television

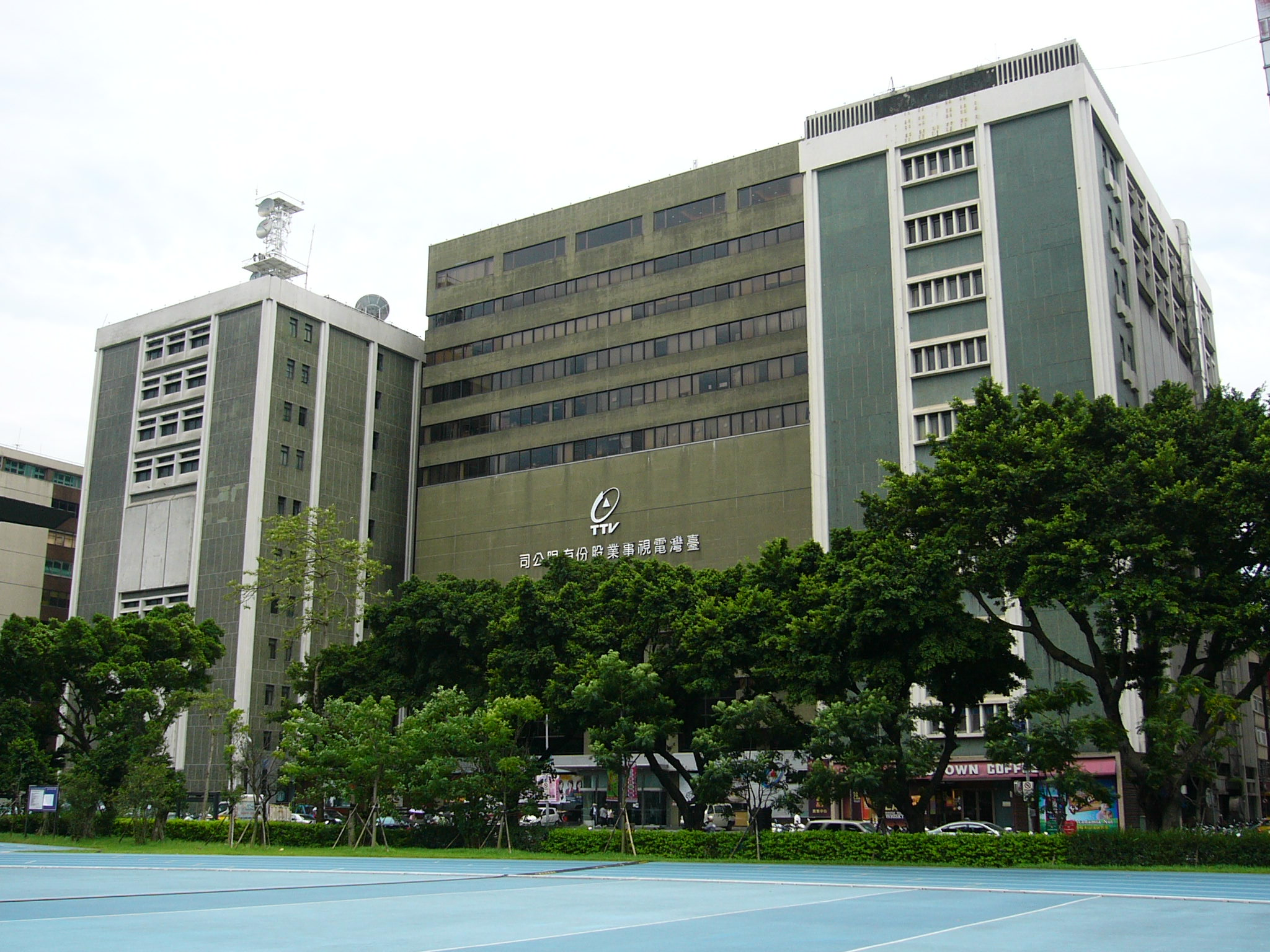
sede de TTV en Taipéi

Taiwan Televisión Enterprise, Ltd. (en chino tradicional, 臺灣電視公司; pinyin, Táiwān diànshì gōngsī) conocida simplemente como TTV. (Anteriormente conocida como Taiwan Radio (TR) en 1962, TRA en 1967, Taiwan Night TV (TNT) en 1969 y Taiwan Day TV  (TDT). Es la primera estación de televisión en Taiwán. Fue fundada el 28 de abril de 1962 y comenzó operaciones formalmente ese mismo año. La estación se convirtió en el hogar de muchos programas pioneros e innovadores en ese momento para los taiwaneses.
Desde 1962, TTV ha marcado algunos de los hitos que han cambiado la forma de entretener a los taiwaneses al presentar series de televisión originales, así como las primeras tenelovelas en mandarín. TTV presentó el primer drama de la época: "Zheng Chengong" en (1963) protagonizada por Cao Jian como el papel principal. El 7 de septiembre de 1969 TTV empieza a transmitir en color y televisión la llegada del hombre a la luna.
La estación disfrutó de un resurgimiento de la audiencia cuando se firmó un importante contrato con Sanlih Television para promover su programación.
Bajo las actuales leyes de reforma de los medios en Taiwán, TTV se está utilizando para la privatización total. Sin embargo la venta de las acciones del gobierno en la estación está en espera y puesto bajo investigación en el momento debido a irregularidades en su operación.

## Canales de TTV
- TTV
- TTV Familia
- TTV Finanzas
- TTV Salud
- TTV Internacional

## Plataformas de Transmisión
- Norteamérica--Cloud Tech Media
- Australia-----FetchTV (Australia)
- Malasia------ABNXcess
- Singapur----mio TV

## Galería

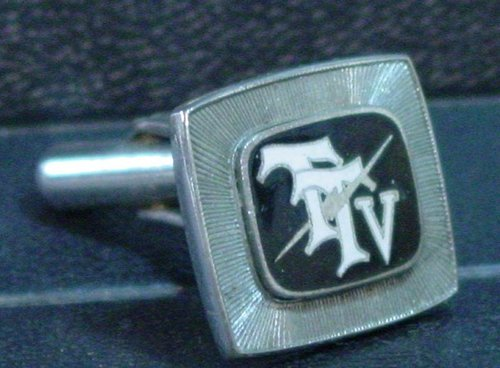
First version of TTV logo on a cufflink for senior executives
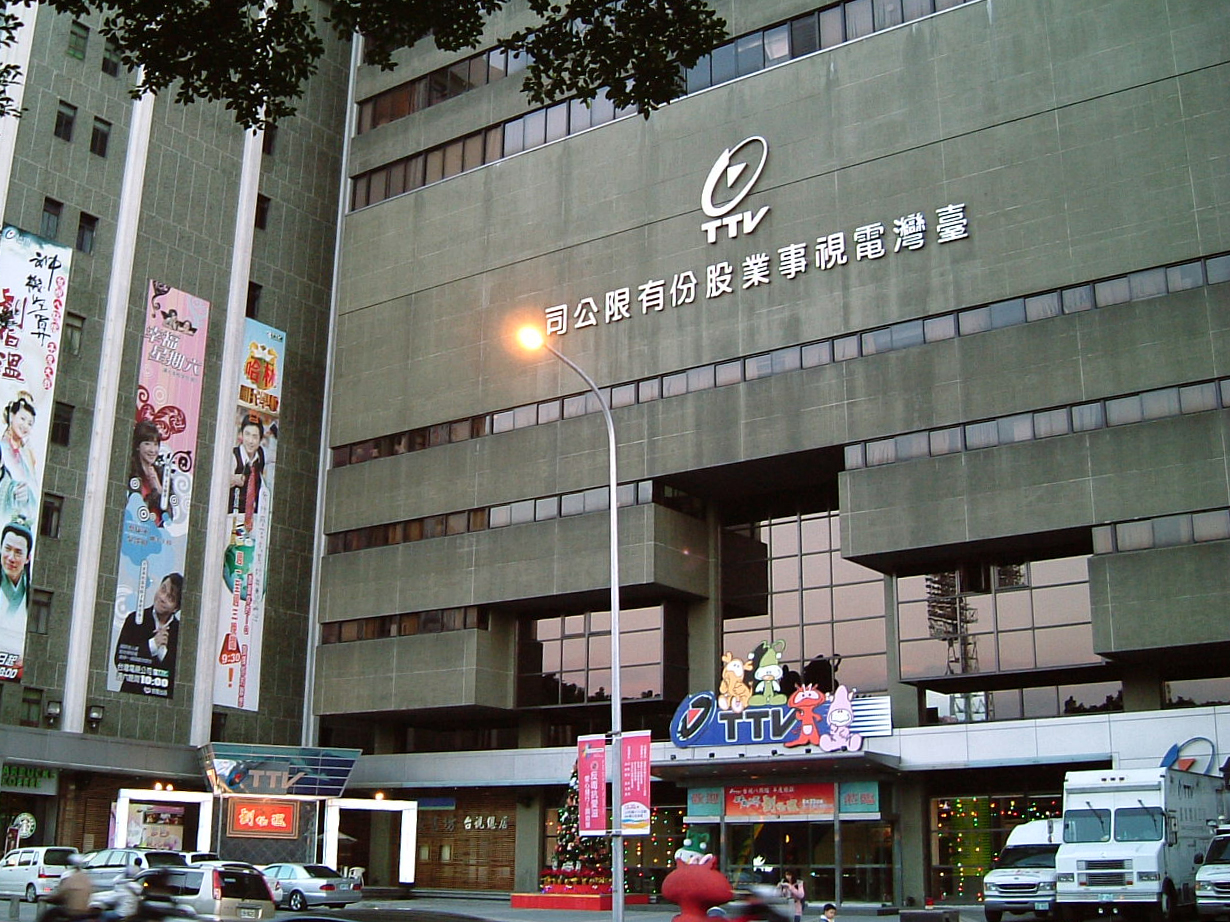
Second version of TTV logo on TTV Building
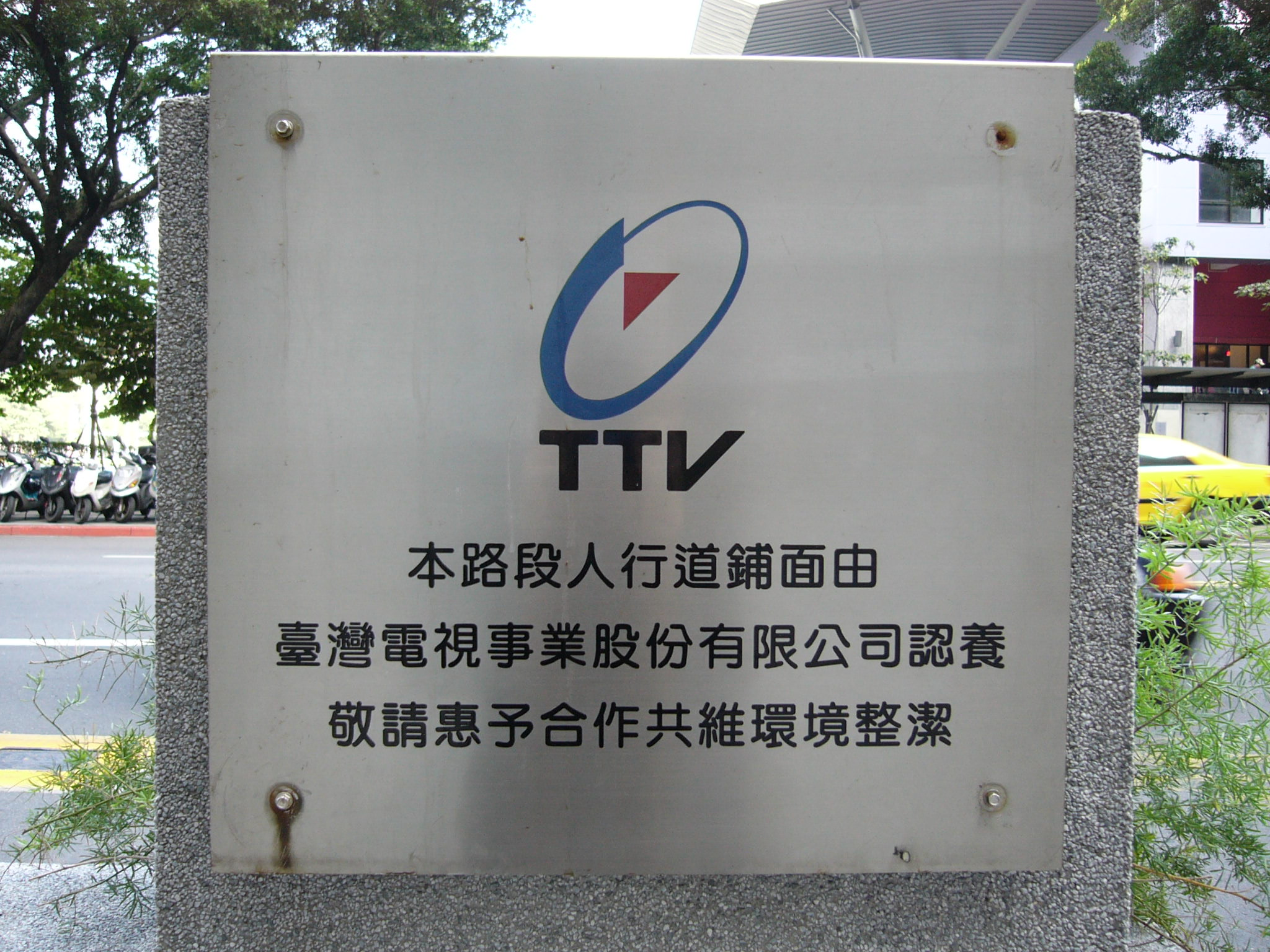
Second version of TTV logo on Bade Road, Taipei
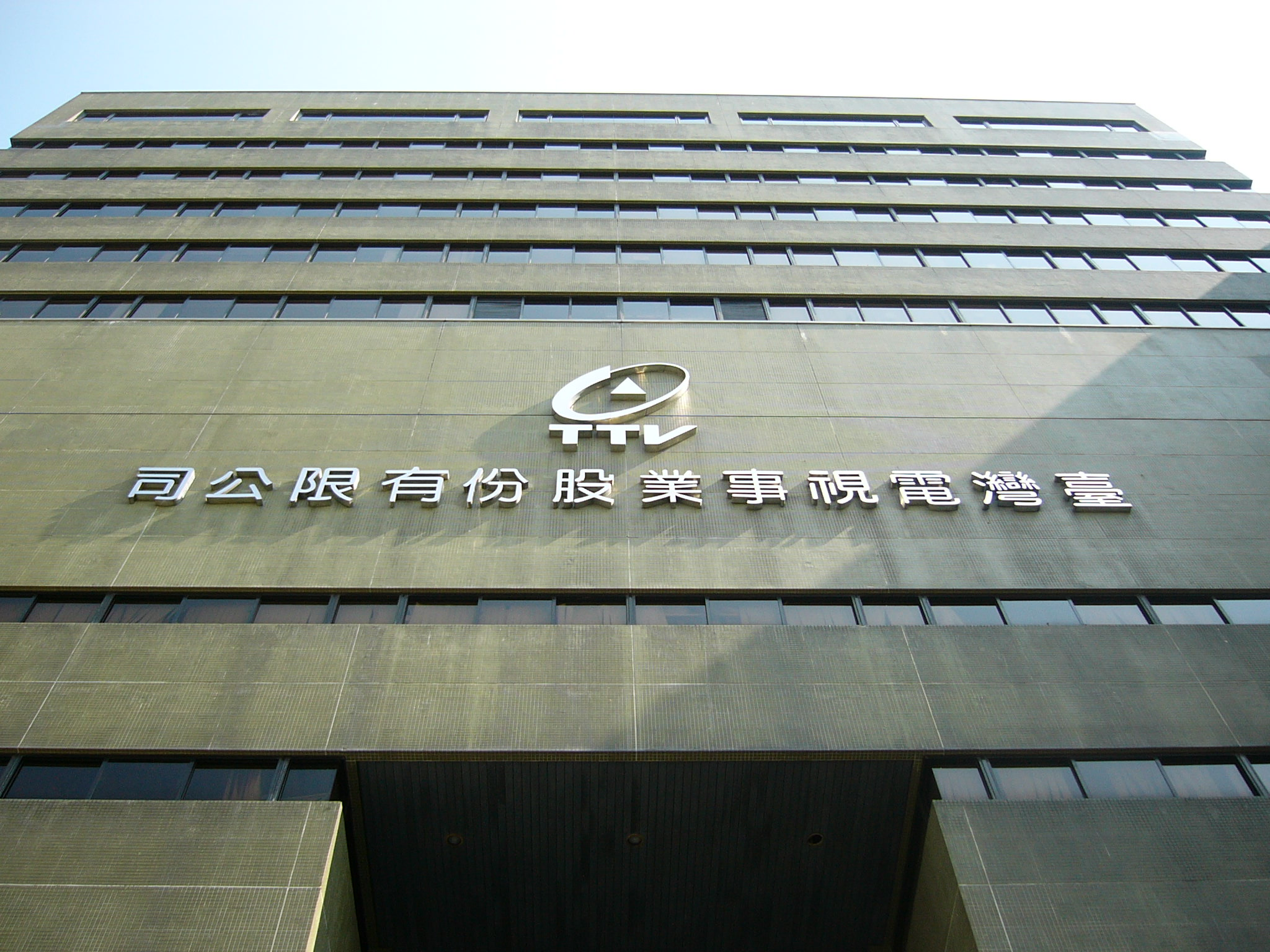
Third version of TTV logo on TTV Building
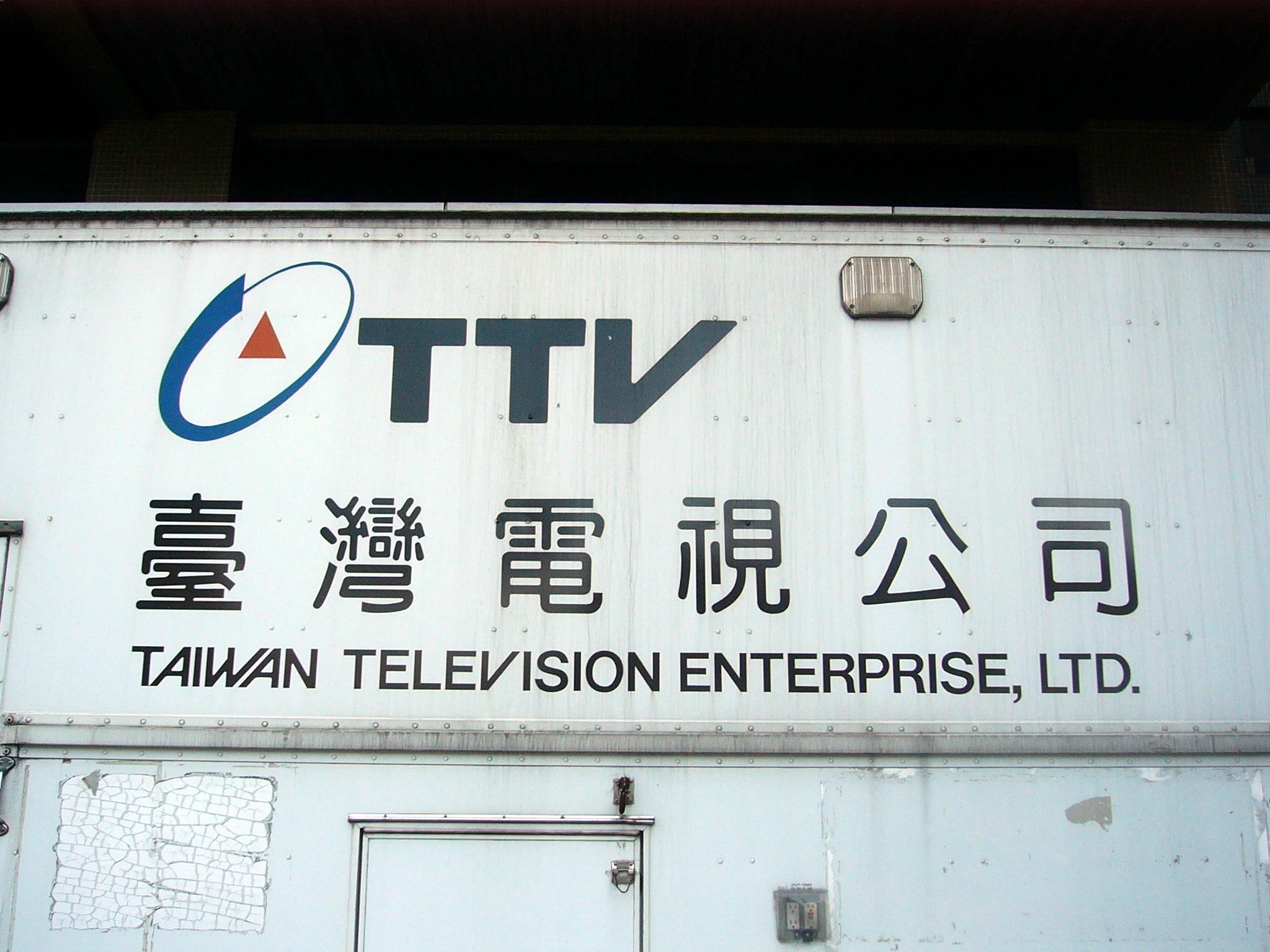
TTV 2nd CIS